# Örkälla
Örkälla (tidigare Örskällan) är en  småort i Tensta socken i Uppsala kommun, strax söder om Skyttorp.